# زولت هورفاث
زولت هورفاث (بالمجرية: Horváth Zsolt)‏ هو لاعب كرة قدم مجري في مركز الهجوم، ولد في 19 مايو 1988 في بيتش في المجر. لعب مع نادي بودابست ونادي دبرتسني.

## وصلات خارجية
- زولت هورفاث على موقع قاعدة بيانات كرة القدم.إي يو (الإنجليزية)
- زولت هورفاث على موقع Soccerway.com (الإنجليزية)